# Коврига (хлеб)
Коври́га (каравай, челпаи, бел. каўрыга, др.-рус. коврига «цельный хлеб») — большой круглый печёный хлеб ручной формовки. Делают как из ржаной (первоначально), так и из пшеничной муки. В некоторых регионах России и Белоруссии так называют круглый ломоть хлеба, отрезанный «во всю ковригу», то есть по диаметру.
Коврижным столом называлось на русской свадьбе угощение родителями невесты родных и знакомых, которые по какой-либо причине не могут быть приглашены на свадьбу или не хотят присутствовать на ней. Коврижный стол устраивали в доме невесты, когда молодые, дружки и основной состав гостей уезжали для совершения брачного обряда.

## Этимология
Макс Фасмер считал все существующие этимологии слова неудовлетворительными. Объяснение из турецкого gävräk «вид печенья» (Маценауэр) наталкивается на фонетические трудности. Из последнего заимствовано болгарское гевре́к «бублик» (Младенов). Не обосновано предположение о заимствовании из турецкого kyvryk «витой, закрученный», как и из чагатайского kyvrak (Мелиоранский, Бернекер). Мысль о финском *kaurikka (от kaura «овёс») (Погодин, Шахматов) как источнике не выдерживает критики, так как эта форма возможна только в Западной Финляндии, и ей должна была бы соответствовать карельская форма *kagrikka (см. Калима). Неубедительны сближения со словами ковыря́ть (Соболевский), кавы́чка (Ильинский) или с сербохорватским квр̏га «нарост» (Грот). Ср. датско-норвежское kavring «сухарь», которое Фальк-Торп объясняют как заимствование из русского.